# Sołomija Kruszelnyćka
Sołomija Kruszelnyćka, Salomea Kruszelnicka (ukr. Соломія Крушельницька; ur. 11 września?/23 września 1872 w Bielawińcach pod Buczaczem, zm. 16 listopada 1952 we Lwowie) – ukraińska śpiewaczka operowa, wokalistka i pedagog. Jedna z najwybitniejszych sopranistek przełomu XIX i XX wieku. Występowała na najważniejszych scenach operowych świata, m.in. we Włoszech, Petersburgu, Warszawie, Lwowie, Madrycie, Ottawie i Nowym Jorku. Jej interpretacja roli Madame Butterfly została wysoko oceniona przez Giacoma Pucciniego, który uznał ją za najlepszą wykonawczynię tej. W uznaniu jej dokonań Lwowski Narodowy Akademicki Teatr Opery i Baletu został nazwany jej imieniem.

## Życiorys

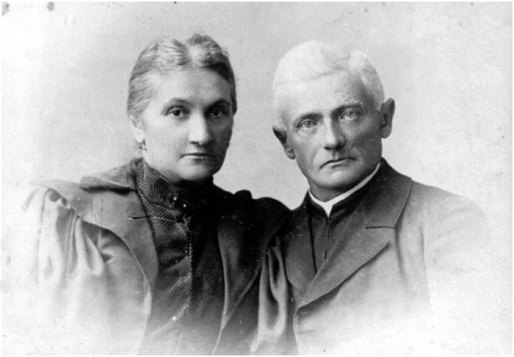
Rodzice Sołomiji Kruszelnyćkiej

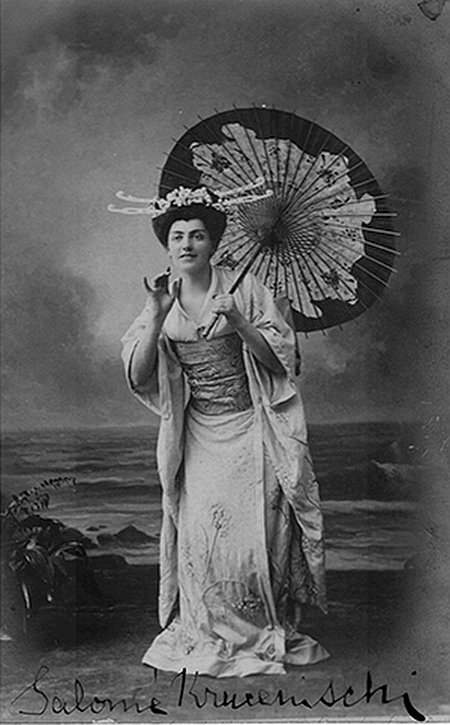
Sołomija Kruszelnyćka w Madame Butterfly

Urodziła się w rodzinie księdza greckokatolickiego Amwrosija Kruszelnyćkiego (Ambrożego Kruszelnickiego, ur. w 1841 w Jezierzanach, zm. 31 grudnia 1902 w Białej pod Tarnopolem), herbu Sas, proboszcza m.in. w Osowcach, i Bronisławy z Mianowskich. W 1878 roku rodzice osiedlili się w wiosce Biała niedaleko Tarnopola, w której pozostali do końca życia.
Uczyła się eksternistycznie w c.-k. I gimnazjum w Tarnopolu. Śpiewała w chórze towarzystwa „Ruśka besida”.

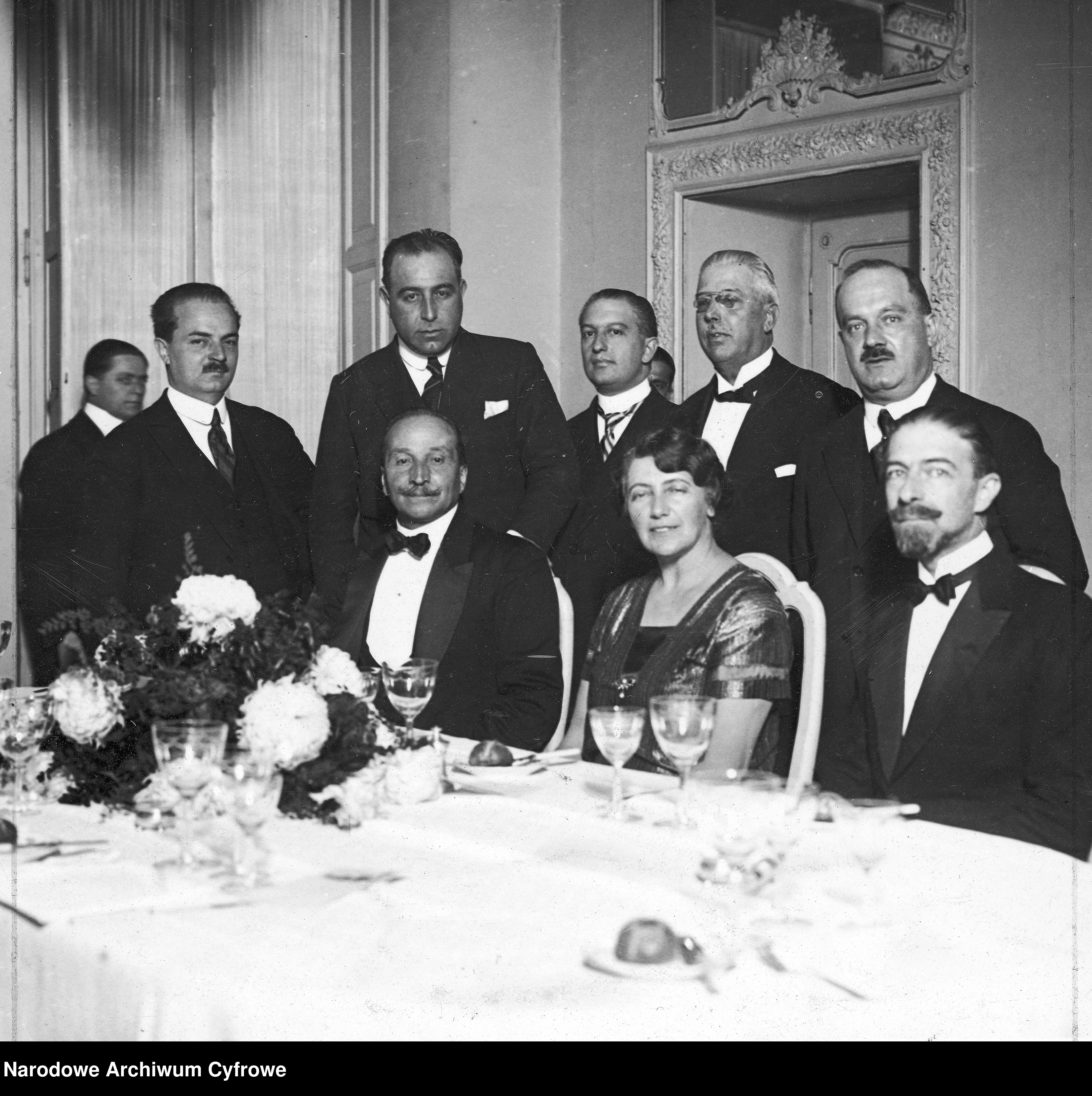
Salomea Kruszelnicka na przyjęciu wydanym na jej cześć przez księcia Giovalliego po występie w Królewskiej Filharmonii, 1924

Kształciła się od roku 1891 w konserwatorium Galicyjskiego Towarzystwa Muzycznego we Lwowie, pod kierunkiem Walerego Wysockiego. Pierwszy raz śpiewała publicznie 13 kwietnia 1892 na koncercie Galicyjskiego Towarzystwa Muzycznego w sopranowej partii solowej oratorium Mesjasz. Po zakończeniu uczelni otrzymała angaż w Operze Lwowskiej. Zadebiutowała 15 kwietnia 1893 rolą Leonory w operze „Faworyta” (La Favorite) Gaetana Donizettiego, a następnie w Krakowie.
Śpiewała doskonale wyszkolonym wysokim mezzosopranem, miała bardzo dobre warunki zewnętrzne i powszechnie uznawany wybitny talent aktorski.
Zdobyła międzynarodową sławę, występowała na wielu scenach, ale z żadną nie związała się na stałe. W sezonie 1895–1896 występowała w Odessie, w 1896 we Włoszech, a następnie wyjechała na występy do Chile. W latach 1898–1902 była gwiazdą Opery Warszawskiej. W 1902 roku wyjechała do Paryża, gdzie była zaangażowana w Operze.

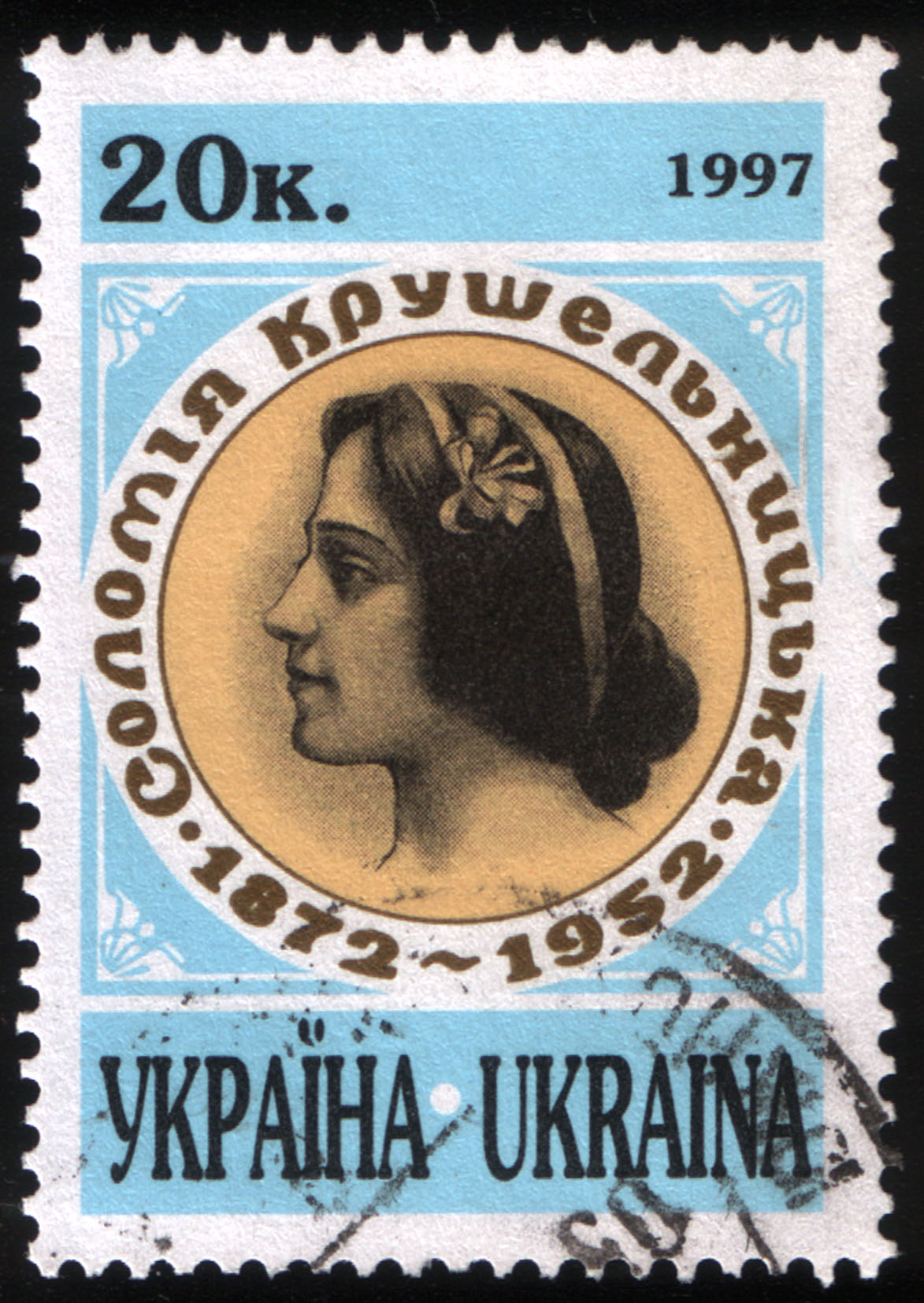
Znaczek pocztowy Ukrainy, Sołomija Kruszelnyćka, 1997 (Michel № 219)

W 1904 we Włoszech w Brescii odniosła sukces w tytułowej roli w Madame Butterfly Pucciniego. W kolejnych latach występowała w Buenos Aires w Argentynie.
Osiadła na stałe we Włoszech, w Viareggio. W 1910 poślubiła markiza Cesarego Riccioniego, adwokata, i przyjęła włoskie obywatelstwo.
Występowała na scenie La Scali, m.in. u boku legendarnego tenora Enrica Carusa. W 1920, u szczytu sławy, zostawiła na zawsze arenę operową i poświęciła resztę życia wykonawstwu muzyki kameralnej (śpiewała utwory w ośmiu językach). Ostatni zagraniczny koncert zaśpiewała w Rzymie w 1929 roku.
W sierpniu 1939 zamieszkała na stałe we Lwowie; otrzymała tytuł profesorski i prowadziła klasę wokalną w Lwowskim Konserwatorium im. M. Łysenki.
W 1951 otrzymała tytuł Zasłużonego Działacza Sztuki USRR.
Zmarła we Lwowie. Pochowana jest na Cmentarzu Łyczakowskim obok grobu Iwana Franki.

## Upamiętnienia
Dzisiaj imieniem Sołomii Kruszelnyćkiej nazwane są Opera Lwowska, licea muzyczne we Lwowie i Tarnopolu, ulice we Lwowie, Tarnopolu i Buczaczu.
19 listopada 2009 roku w Teatrze Wielkim Opery Narodowej w Warszawie odbyło się uroczyste odsłonięcie popiersia Sołomii Kruszelnyćkiej. Popiersie umieszczono w galerii wybitnych artystów Opery Narodowej. Autor popiersia, artysta Wasyl Jarycz, wyrzeźbił Kruszelnyćką z brązu, a popiersie umieścił na granitowej kolumnie; kompozycja ma ponad dwa metry wysokości. Inspiracją dla rzeźbiarza była postać Hrabiny z opery Stanisława Moniuszki, w którą wcielała się Kruszelnyćka.
We wsi Biła działa muzeum-dwór Sołomii Kruszelnickiej. Muzeum imienia śpiewaczki i poświęcona jej tablica pamiątkowa powstały w 1963 roku. Ekspozycja tego muzeum opiera się na fotografiach, osobistych dokumentach związanych z artystką, plakatach z koncertów śpiewaczki, listach, wspomnieniach współczesnych o życiu śpiewaczki.